# Saevar Howe
Saevar Howe (auch Saverough genannt) ist ein Erdhügel von etwa 60 m Durchmesser und 3,0 m Höhe, der einige Meter über der Hochwassermarke auf der Orkneyinsel Mainland in Schottland liegt. Er erscheint natürlich, aber Ausgrabungen zwischen 1862 und 1867 durch James Farrer (1812–1879) ergaben, dass hier ein großes Gebäude stand und ein Friedhof lag.
Das stark beschädigte Gebäude hat die typischen Funde eines Brochs und Knochen, wie sie ansonsten auf Skara Brae und beim Jarlshof gefunden wurden, erbracht. Der Hügel enthielt die Umfassungsmauer eines gepflasterten Hofes, die von einer dicken Schalenschicht eines Abfallhaufens umgeben war. Ein paar Meter vom Gebäude wurden drei kleine Steinkisten gefunden, von denen eine (von 19 in Schottland gefundenen) mittelgroße, quadratische eiserne Glocke enthielt, die sich als „Glocke von Birsay“ im National Museum of Antiquities of Scotland (NMAS) befindet und laut J. Anderson die Glocke einer keltischen Kirche sein soll, die absichtlich vergraben wurde, um sie vor den Wikingern zu retten. Einige Jahre zuvor wurde auf dem Hügel eine Speerspitze gefunden.
Kleinere Rettungsarbeiten wurden 1977 von John Hedges durchgeführt. Der Hügel besteht aus drei Phasen, zunächst entstand ein piktisches Gebäude von dem nur Fragmente gefunden wurden, danach wikingerzeitliche Gebäude und zuletzt ein Friedhof.